# Campeonato Mundial de Tiro de 1904
El VIII Campeonato Mundial de Tiro se celebró en Lyon (Francia) en el año 1904 bajo la organización de la Federación Internacional de Tiro Deportivo (ISSF) y la Federación Francesa de Tiro.

## Resultados

### Masculino
| Evento                             | Oro                                 | Plata                         | Bronce                           |
| ---------------------------------- | ----------------------------------- | ----------------------------- | -------------------------------- |
| Rifle 3 posiciones 300 m           | Konrad Stäheli · Suiza · 953 pts.   | Jean Reich · Suiza · 915 pts. | Maurice Lecoq Francia 913 pts.   |
| Rifle 3 posiciones 300 m (equipos) | Suiza · 4542                        | Italia 4431                   | Francia 4422                     |
| Rifle en pos. tendida 300 m        | François Rysheuvels · Bélgica · 342 | Achille Paroche Francia 334   | Louis Richardet · Suiza · 330    |
| Rifle en pos. de rodillas 300 m    | Heinrich Schellenberg · Suiza · 337 | Konrad Stäheli · Suiza · 331  | Louis Richardet · Suiza · 326    |
| Rifle en pos. de pie 300 m         | Daniele Bonicelli Italia 309        | Konrad Stäheli · Suiza · 308  | Paul Van Asbroek · Bélgica · 307 |
| Pistola 50 m                       | Paul Van Asbroek · Bélgica · 484    | Paul Probst · Suiza · 474     | Raphaël Py Francia 468           |
| Pistola 50 m (equipos)             | Suiza · 2333                        | Argentina 2242                | Francia 2215                     |

## Medallero
| Núm. | País      | Oro | Plata | Bronce | Total |
| ---- | --------- | --- | ----- | ------ | ----- |
| 1    | Suiza     | 4   | 4     | 2      | 10    |
| 2    | Bélgica   | 2   | 0     | 1      | 3     |
| 3    | Italia    | 1   | 1     | 0      | 2     |
| 4    | Francia   | 0   | 1     | 4      | 5     |
| 5    | Argentina | 0   | 1     | 0      | 1     |
|      | TOTAL     | 7   | 7     | 7      | 21    |